# ألدو كوستا
ألدو كوستا (بالإيطالية: Aldo Costa)‏ هو مهندس إيطالي، ولد في 5 يونيو 1961 في بارما في إيطاليا.